# Belgijsko-njemačka granica
Granica između Belgije i Njemačke duga je 204 km.

## Prijelazi
Belgijsko-njemačku granicu presijecaju dvije željezničke pruge, pruga između Liègea i Aachena, kao i željeznička pruga između Tongerena i Aachena. Postoji oko 20 javnih cesta koje prelaze granicu, od kojih su 2 autoceste (autoceste s kontroliranim pristupom), A3 / A44 / E40 i A27 / A60 / E42.

## Vennbahn
Posebnost granice je trasa željezničke pruge Vennbahn. Željeznička ruta Vennbahn belgijski je teritorij od 1919., prema odredbama Versailleskog ugovora. Ugovorom je odlučeno da bivša njemačka oblast Eupen-Malmedy treba biti ustupljena Belgiji, zajedno s cijelom željezničkom trasom Vennbahn koja je nekoliko puta prelazila granicu. Granično kamenje nalazi se desno i lijevo od rute.

### Enklave
Zbog trase sada već ugašene željeznice nastalo je šest eksklava Njemačke, potpuno okruženih belgijskim teritorijem, kao i jedna kontraenklava. Danas pet njemačkih enklava ostaje okruženo belgijskim teritorijem, a sastoji se od sela Mützenich kao i dijelova okruga Monschhaus i Roetgens. Nakon razmjene teritorija, šesta enklava i belgijska protuenklava više ne postoje.

## Granične formalnosti
Obje zemlje pripadaju Schengenskom području i Carinskoj uniji Europske unije. Carinskih provjera kao takvih nije bilo od 1968., a sustavnih provjera putovnica od 1995. godine.

## Vanjske poveznice
|  | Zajednički poslužitelj ima još gradiva o temi Belgijsko-njemačka granica |